# Omulunga-Stadion
Das Omulunga-Stadion (englisch Omulunga Stadium) ist ein Fußballstadion in Grootfontein in der namibischen Region Otjozondjupa.

## Nutzung
Im Jahr 2009 und 2010 bestritten die United Stars aus Rundu, aufgrund der Renovierung ihres eigenen Stadions, ihre Heimspiele im Omulunga-Stadion. Durch anhaltende Regenfälle wurden zwei Spiele der ersten Runde des NFA-Cup 2018 aus dem ursprünglich geplanten Oscar-Norich-Stadion in das Omulunga-Stadion verlegt. Zudem wurde das Stadion unter anderem für die Austragung des jährlich stattfindenden Skorpion Zinc Cup (einem U17-Fußballturnier) im Jahr 2018 benutzt.
2023 nutzte der Erstligist Okakarara Young Warriors, aufgrund von Renovierungsarbeiten im eigenen Stadion, das Omulunga-Stadion.